# 제63회 영국 아카데미 영화상
제63회 영국 아카데미 영화상은 2009년의 최고의 영화를 기리기 위해 2010년 2월 21일에 열린 시상식이다. 런던 오페라하우스에서 개최되었다.

## 수상 및 후보

### 작품상
- 허트 로커 - 캐서린 비글로우 수상
- 아바타 - 제임스 카메론
- 언 애듀케이션 - 피놀라 드위어 외 1명
- 프레셔스 - 리 다니엘스 외 2명
- 인 디 에어 - 이반 라이트만

### 감독상
- 허트 로커 - 캐서린 비글로우 수상
- 아바타 - 제임스 카메론
- 디스트릭트 9 - 닐 블롬캠프
- 언 애듀케이션 - 론 쉐르픽
- 바스터즈: 거친 녀석들 - 쿠엔틴 타란티노

### 남우주연상
- 싱글 맨 - 콜린 퍼스 수상
- 노웨어 보이 - 애런 존슨
- 섹스 앤 드러그 앤 로큰롤 - 앤디 서키스
- 브라이트 스타 - 벤 위쇼
- 바스터즈: 거친 녀석들 - 브래드 피트
- 그랜 토리노 - 클린트 이스트우드
- 인 디 에어 - 조지 클루니
- 크레이지 하트 - 제프 브리지스
- 댐드 유나이티드 - 마이클 쉰
- 우리가 꿈꾸는 기적: 인빅터스 - 모건 프리먼
- 인 더 루프 - 피터 카팔디
- 언 애듀케이션 - 피터 사스가드
- 더 문 - 샘 록웰
- 더 로드 - 비고 모텐슨

### 여우주연상
- 언 애듀케이션 - 캐리 멀리건 수상
- 브라이트 스타 - 애비 코니쉬
- 줄리 & 줄리아 - 에이미 아담스
- 코코 샤넬 - 오드리 토투
- 영 빅토리아 - 에밀리 블런트
- 프레셔스 - 가보리 시디베
- 마지막 정거장 - 헬렌 미렌
- 피쉬 탱크 - Katie Jarvis
- 크레이지 하트 - 매기 질렌할
- 나인 - 마리옹 꼬띠아르
- 바스터즈: 거친 녀석들 - 멜라니 로랑
- 사랑은 너무 복잡해 - 메릴 스트립
- 줄리 & 줄리아 - 메릴 스트립
- 브로큰 임브레이스 - 페넬로페 크루즈
- 러블리 본즈 - 시얼샤 로넌

### 남우조연상
- 바스터즈: 거친 녀석들 - 크리스토프 왈츠 수상
- 시리어스 맨 - Aaron Wolff
- 해리 포터와 혼혈 왕자 - 앨런 릭먼
- 사랑은 너무 복잡해 - 알렉 볼드윈
- 언 애듀케이션 - 알프리드 몰리나
- 허트 로커 - 안소니 마키
- 나와 오손 웰스 - 크리스티안 맥케이
- 마지막 정거장 - 크리스토퍼 플러머
- 언 애듀케이션 - 도미닉 쿠퍼
- 우리가 꿈꾸는 기적: 인빅터스 - 맷 데이먼
- 러블리 본즈 - 스탠리 투치
- 줄리 & 줄리아 - 스탠리 투치
- 댐드 유나이티드 - 티모시 스폴
- 스타 트렉: 더 비기닝 - 재커리 퀸토

### 여우조연상
- 프레셔스 - 모니크 수상
- 인 디 에어 - 안나 켄드릭
- 노웨어 보이 - 앤 마리 더프
- 나와 오손 웰스 - 클레어 데인즈
- 바스터즈: 거친 녀석들 - 다이앤 크루거
- 언 애듀케이션 - 엠마 톰슨
- 싱글 맨 - 줄리안 무어
- 노웨어 보이 - 크리스틴 스콧 토마스
- 프레셔스 - 머라이어 캐리
- 언 애듀케이션 - 올리비아 윌리암스
- 나인 - 페넬로페 크루즈
- 러블리 본즈 - 레이첼 와이즈
- 언 애듀케이션 - 로자먼드 파이크
- 러블리 본즈 - 수잔 서랜든
- 인 디 에어 - 베라 파미가

### 각본상
- 허트 로커 - Mark Boal 수상
- 더 행오버 - 존 루카스
- 바스터즈: 거친 녀석들 - 쿠엔틴 타란티노
- 시리어스 맨 - 조엘 코언
- 업 - 피트 닥터

### 각색상
- 인 디 에어 - 제이슨 라이트맨 수상
- 디스트릭트 9 - 닐 블롬캠프 외 1명
- 언 애듀케이션 - 닉 혼비
- 인 더 루프 - 제시 암스트롱 외 3명
- 프레셔스 - 제프리 플레쳐

### 편집상
- 허트 로커 - 봅 머로우스키 수상
- 아바타 - 스티븐 E. 리브킨
- 디스트릭트 9 - 줄리안 클락
- 바스터즈: 거친 녀석들 - 샐리 멘키
- 인 디 에어 - 데이너 E. 글로버맨

### 촬영상
- 허트 로커 - Barry Ackroyd 수상
- 아바타 - 마우로 피오레
- 디스트릭트 9 - 트렌트 오팔로치
- 바스터즈: 거친 녀석들 - 로버트 리처드슨
- 더 로드 - 자비에 아귀레사로브

### 음악상
- 업 - 마이클 지아치노 수상
- 아바타 - 제임스 호너
- 크레이지 하트 - T-본 버넷 외 1명
- 판타스틱 Mr. 폭스 - 알렉상드르 데스플라
- 섹스 앤 드러그 앤 로큰롤 - 채즈 잰켈

### 음향상
- 허트 로커 - Ray Beckett 외 1명 수상
- 아바타 - 크리스토퍼 보에즈 외 4명
- 디스트릭트 9 - Brent Burge 외 5명
- 스타 트렉: 더 비기닝 - 앤디 넬슨 외 4명
- 업 - 마이클 시매닉 외 2명

### 의상상
- 영 빅토리아 - 샌디 포웰 수상
- 브라이트 스타 - 자넷 패터슨
- 코코 샤넬 - 캐서린 레터리어
- 언 애듀케이션 - 캐서린 레터리어
- 싱글 맨 - 아리안느 필립스

### 분장상
- 영 빅토리아 - 제니 쉬코어 수상
- 코코 샤넬 - Thi Thanh Tu Nguyen 외 2명
- 언 애듀케이션 - Lizzie Yianni Georgiou
- 바스터즈: 거친 녀석들 - Sarah Monzani
- 나인 - Peter Swords King

### 특수시각효과상
- 아바타 - 조 레터리 외 3명 수상
- 허트 로커 - Richard Stutsman
- 스타 트렉: 더 비기닝 - Roger Guyett 외 3명
- 디스트릭트 9 - Dan Kaufman
- 해리 포터와 혼혈 왕자 - John Richardson

### 프로덕션디자인상
- 아바타 - 릭 카터 외 2명 수상
- 디스트릭트 9 - 필립 아이비 외 1명
- 해리 포터와 혼혈 왕자 - 스투어트 크레크 외 1명
- 파르나서스 박사의 상상극장 - Anastasia Masaro 외 2명
- 바스터즈: 거친 녀석들 - 데이빗 와스코 외 1명

### 외국어영화상
- 예언자 - 자크 오디아르 외 3명 수상
- 브로큰 임브레이스 - 페드로 알모도바르 외 1명
- 코코 샤넬 - 안 퐁텐
- 렛 미 인 - 토마스 알프레드슨
- 하얀 리본 - 미카엘 하네케

### 단편애니메이션작품상
- MOTHER OF MANY - Sally Arthur 외 1명 수상
- THE HAPPY DUCKLING - Gili Dolev
- THE GRUFFALO - Michael Rose 외 3명

### 장편애니메이션작품상
- 업 - 피트 닥터 수상
- 코렐라인: 비밀의 문 - 헨리 셀릭

### 단편영화작품상
- 아이 두 에어 - 마르티나 아마티 외 1명 수상
- 14 - 아시타 아메레세케레
- JADE - Daniel Elliott 외 1명
- Mixtape - Luti Fagbenle 외 1명
- OFF SEASON - Jacob Jaffke 외 1명

### 공로상
- 바네사 레드그레이브 수상

### 신인상
- 크리스틴 스튜어트 수상
- 타하르 라힘
- 캐리 멀리건
- 니콜라스 홀트
- 제시 아이젠버그

## 같이 보기
- 제82회 아카데미상
- 제35회 세자르상
- 제62회 미국 감독 조합상
- 제23회 유럽 영화상
- 제67회 골든 글로브상
- 제30회 골든 래즈베리상
- 제16회 미국 배우 조합상
- 제62회 미국 작가 조합상